# Joe Dean
Joe Dean (Brazil, Indiana, 26 de abril de 1930 - Baton Rouge, Luisiana, 17 de noviembre de 2013) fue un jugador de baloncesto estadounidense que jugó siete años como profesional en la National Industrial Basketball League. Con 1,88 metros de estatura, lo hacía en la posición de base.

## Trayectoria deportiva

### Universidad
Jugó tres temporadas con los Tigers de la Universidad Estatal de Luisiana, en las que promedió 14, 7 puntos por partido. En su temporada júnior fue incluido en el segundo mejor quinteto de la Southeastern Conference, mientras que al año siguiente lo haría en el primero, tras promediar 18,3 puntos, 3,2 rebotes y 1,8 asistencias por partido. Es uno de los 36 jugadores de LSU en sobrepasar los 1.000 puntos en su carrera, siendo además el primero de su universidad en ser elegido en un draft de la NBA.

### Profesional
Fue elegido en la quinta posición del Draft de la NBA de 1952 por Indianapolis Olympians, pero optó por jugar en los Phillips 66ers de la National Industrial Basketball League.
En 1956, para decidir el equipo que representaría a Estados Unidos en las Olimpiadas de Melbourne se realizó un torneó entre cuatro equipos. El equipo ganador elegía a su quinteto titular para representar a su país, y los otros cinco se elegían del resto de equipos. Los 66ers ganaron el torneo, pero Dean, a pesar de ser el cuarto mejor anotador de su equipo, no fue elegido entre los cinco que acudirían a la cita olímpica.
En 1958 fue elegido All-Star de la NIBL. En 2008 fue elegido en el mejor equipo de LSU de la década de los 50, mientras que al año siguiente fue incluido en el mejor equipo del siglo XX. fue además incluido en el National Collegiate Basketball Hall of Fame como colaborador en 2012.

## Vida posterior
Tras dejar el baloncesto, durante 20 años fue comentarista para la televisión de los partidos de baloncesto de la Southeastern Conference. Posteriormente, entre 1987 y 2000 ejerdió como director atlético de la Universidad Estatal de Luisiana. Falleció el 17 de noviembre de 2013 en su residencia de Baton Rouge, a causa de unas complicaciones derivadas de una enfermedad coronaria.